# Порт-Гоуп (Мічиган)
Порт-Гоуп (англ. Port Hope) — селище (англ. village) в США, в окрузі Гурон штату Мічиган. Населення — 293 особи (2020).

## Географія
Порт-Гоуп розташований за координатами 43°56′22″ пн. ш. 82°42′54″ зх. д. / 43.93944° пн. ш. 82.71500° зх. д. (43.939406, -82.714955).  За даними Бюро перепису населення США в 2010 році селище мало площу 2,62 км², уся площа — суходіл.

## Демографія
Згідно з переписом 2010 року, у селищі мешкало 267 осіб у 133 домогосподарствах у складі 80 родин. Густота населення становила 102 особи/км².  Було 201 помешкання (77/км²).
Расовий склад населення:
| - 93,3 % — білих - 1,9 % — корінних американців |

До двох чи більше рас належало 4,9 %. Частка іспаномовних становила 2,2 % від усіх жителів.
За віковим діапазоном населення розподілялося таким чином: 15,7 % — особи молодші 18 років, 49,8 % — особи у віці 18—64 років, 34,5 % — особи у віці 65 років та старші. Медіана віку мешканця становила 54,9 року. На 100 осіб жіночої статі у селищі припадало 99,3 чоловіків;  на 100 жінок у віці від 18 років та старших — 102,7 чоловіків також старших 18 років.
Середній дохід на одне домашнє господарство  становив 41 273 долари США (медіана — 36 250), а середній дохід на одну сім'ю — 50 869 доларів (медіана — 41 750). Медіана доходів становила 35 536 доларів для чоловіків та 25 833 долари для жінок. За межею бідності перебувало 18,3 % осіб, у тому числі 61,5 % дітей у віці до 18 років та 4,9 % осіб у віці 65 років та старших.
Цивільне працевлаштоване населення становило 86 осіб. Основні галузі зайнятості: виробництво — 25,6 %, роздрібна торгівля — 11,6 %, освіта, охорона здоров'я та соціальна допомога — 10,5 %.